# Novus ordo seclorum

Rewers Wielkiej Pieczęci Stanów Zjednoczonych

Novus Ordo Seclorum (w tłumaczeniu z łaciny: Nowy Porządek Wieków) – fraza widniejąca na odwrocie Wielkiej Pieczęci Stanów Zjednoczonych, zaprojektowanej po raz pierwszy w 1782, oraz od 1935 na odwrocie amerykańskiego banknotu jednodolarowego. Napis taki widnieje również na herbie Yale School of Management, szkoły biznesowej Uniwersytetu Yale.
Wyrażenie to często jest błędnie tłumaczone jako „Nowy Porządek Świata” (wtedy łacińska wersja brzmiałaby novus ordo mundi).

## Pochodzenie i znaczenie
Fraza została zaczerpnięta z czwartej eklogi Wergiliusza, w której znajduje się następujący fragment (wersy 4–7):
| Łacina                                      | Polski                                                                                  |
| ------------------------------------------- | --------------------------------------------------------------------------------------- |
| Ultima Cumaei venit iam carminis aetas;     | Nadeszła ostatnia era pieśni Sybilli;                                                   |
| Magnus ab integro saeclorum nascitur ordo.  | Wielki porządek wieków rodzi się na nowo.                                               |
| iam redit et Virgo, redeunt Saturnia regna, | teraz powraca sprawiedliwość, powracają honorowe zasady (lub powrót panowania Saturna); |
| iam nova progenies caelo demittitur alto.   | teraz nowa linia rodowodu jest zesłana z nieba                                          |

Średniowieczni chrześcijanie odczytywali wiersz Wergiliusza jako proroctwo o przyjściu Chrystusa. Wiek Augusta, choć przedchrześcijański, był postrzegany jako złoty wiek przygotowujący świat na przyjście Chrystusa. Wielcy poeci tego wieku byli postrzegani jako źródło objawienia i światła dla przyszłych chrześcijańskich tajemnic. 
Słowo saeclorum (saeculorum) nie oznacza, jak można by przypuszczać, sekularyzmu (czyli świeckości), ale jest formą słowa saeculum w dopełniaczu liczby mnogiej, oznaczającą w tym kontekście: generacji, stuleci lub wieków. Hasło to zostało zaproponowane przez Charlesa Thomsona (łacinnika), który był związany z projektowaniem Wielkiej Pieczęci Stanów Zjednoczonych, w znaczeniu „początek nowej amerykańskiej ery” (czyli po ogłoszeniu Deklaracji niepodległości Stanów Zjednoczonych).